# 24 Водолея
24 Водолея (лат. 24 Aquarii, HD 206058) — кратная звезда в созвездии Водолея на расстоянии приблизительно 130 световых лет (около 40 парсеков) от Солнца. Видимая звёздная величина звезды — +6,66m. Возраст звезды оценивается как около 3,5 млрд лет.

## Характеристики
Первый компонент — жёлто-белая звезда спектрального класса F7V или F7III. Масса — около 1,25 солнечной, радиус — около 1,42 солнечного, светимость — около 2,864 солнечных. Эффективная температура — около 6231 К.
Второй компонент — красный карлик спектрального класса M. Масса — около 0,16 солнечной. Орбитальный период — около 5,8839 суток.
Третий компонент — жёлто-белая звезда спектрального класса F9V или F8V. Масса — около 1,07 солнечной. Орбитальный период — около 48,65 лет.
Четвёртый компонент удалён на 36,2 угловых секунд.